# 493
Évszázadok: 4. század – 5. század – 6. század
Évtizedek: 440-es évek – 450-es évek – 460-as évek – 470-es évek – 480-as évek – 490-es évek – 500-as évek – 510-es évek – 520-as évek – 530-as évek – 540-es évek
Évek: 488 – 489 – 490 – 491 –  492 – 493 – 494 – 495 – 496 – 497 – 498

## Események

### Európa
- János ravennai püspök közvetítésével Theoderic osztrogót király és Odoacer megegyeznek, hogy közösen fognak uralkodni Itáliában. Március 5-én az osztrogótok közel három évnyi ostrom után bevonulnak Ravennába. Tíz nappal később Theoderic egy lakoma során tósztot mond, majd előveszi a kardját és kulcscsonttól derékig kettévágja Odoacert. Odoacer híveit és rokonait lemészárolják, feleségét halálra kövezik, öccsét, Onoulfot pedig lenyilazzák, amikor egy templomban keres menedéket.
- Theoderic szövetséget köt a vizigótokkal, vandálokkal, burgundokkal és frankokkal, amiket dinasztikus házasságokkal is megerősít. Maga I. Chlodwig frank király nővérét, Audofledát veszi feleségül.
- Gundobad burgund király meggyilkoltatja fivérét és társuralkodóját, II. Chilpericet. Feleségét vízbe fojtatja, két lányát, Chromát és Clotildát száműzi. I. Chlodwig frank király feleségül veszi Clotildát és segítséget nyújt Gundobad másik testvérének, Godegiselnek bátyja ellenében. A keresztény Clotilda igyekszik rávenni pogány férjét a megkeresztelkedésre.
- A Bizánci Birodalomban az iszauriai háború során a felkelők beszorítják Klaudiopolisz városába Diogenianosz hadvezért. A császári sereg főparancsnoka, Púpos Ióannész menti ki őt szorult helyzetéből és szétveri a lázadó sereget.

### Kína
- A nomád hszienpej dinasztia által uralt Északi Vej állam császára, Hsziaoven folytatja kínaiasító politikáját és a Han-dinasztia ősi fővárosába, Lojangba helyezi át a székhelyét.
- 52 évesen meghal Vu, a Déli Csi-dinasztia császára. Utóda 20 éves unokája, Hsziao Csao-je.

## Halálozások
- március 15. – Odoacer, Itália királya
- Onoulf, Odoacer öccse
- Oszlopos Szent Dániel, keresztény aszkéta
- II. Chilperic, burgund király

## Fordítás
- Ez a szócikk részben vagy egészben  a(z)   493 című angol Wikipédia-szócikk ezen változatának fordításán alapul.  Az eredeti cikk szerkesztőit annak laptörténete sorolja fel. Ez a jelzés csupán a megfogalmazás eredetét és a szerzői jogokat jelzi, nem szolgál a cikkben szereplő információk forrásmegjelöléseként.